# Méliphage de Lewin
Meliphaga lewinii
Espèce
Statut de conservation UICN

 LC  : Préoccupation mineure
Le Méliphage de Lewin (Meliphaga lewinii) est une espèce de passereau de la famille des Meliphagidae. Il habite les montagnes le long de la côte est de l'Australie. Il a une tache semi-circulaire de couleur jaune pâle au niveau des oreilles.

## Étymologie
Le nom de cet oiseau commémore l'artiste australien John Lewin.

## Description
Le Méliphage de Lewin est un oiseau de taille petite à moyenne (20 à 22cm de long). Il est de couleur gris verdâtre foncé avec une bande crème dans le prolongement du bec. Il a une plaque semi-circulaire jaune pâle au niveau des oreilles qui permet de le distinguer des autres espèces de Meliphagidae plus petites, mais similaires, vivant aussi dans les régions tropicales du Queensland. En vol, on peut voir la bordure jaune pâle de ses rémiges. Le bec est noir et l'œil bleu-gris. Les deux sexes sont semblables en apparence. Les jeunes ressemblent aux adultes mais ils ont les yeux bruns. Leur chant, « fort comme une mitrailleuse », est entendu sur de grandes distances et trahit leur présence dans une région.
Sa taille, son chant et la forme de sa tache auriculaire le distingue des espèces similaires trouvées dans les régions tropicales du Queensland.

## Distribution et habitat
Le Méliphage de Lewin préfère les parties les plus humides de l'Australie orientale, du nord du Queensland au centre du Victoria. On le trouve aussi bien dans la forêt tropicale humide que dans la forêt sclérophylle et il va souvent dans une forêt plus claire. C'est un oiseau commun et on entend souvent son appel dans ces régions. C'est une espèce plutôt sédentaire qui a tendance à rester dans la même région toute l'année, même si certains individus migrent vers des régions plus basses au cours des mois d'hiver les plus froids.

## Alimentation et reproduction
Les Méliphages de Lewin se nourrissent principalement de fruits, préférant les baies et les petits fruits, mais mangent aussi des insectes et boivent du nectar. Les oiseaux sont normalement solitaires mais peuvent constituer des groupes mobiles de dix oiseaux. Ils se nourrissent dans les branches supérieures et sur les troncs d'arbres. Certains insectes sont capturés en vol.
Ils se reproduisent de septembre à janvier. Le nid est une grande coupe faite de végétaux et d'autres matériaux, liés avec une toile d'araignée et recouverts d'un matériau doux. Les deux ou trois œufs sont incubés pendant environ 14 jours et les oisillons quittent le nid après une période de 14 autres jours. On ne connait pas le rôle de chacun des parents dans la construction du nid et l'incubation mais les deux prennent soin des jeunes.

## Liste des sous-espèces
Selon Alan P. Peterson, cet oiseau est représenté par trois sous-espèces :
- Meliphaga lewinii amphochlora Schodde, 1989
- Meliphaga lewinii lewinii (Swainson, 1837)
- Meliphaga lewinii mab (Mathews, 1912)